# Maure (papillon)
Mormo maura
Espèce
La Maure, Mormo maura, est une espèce d'insectes lépidoptères (papillons), de la famille des Noctuidae, de la sous-famille des Xyleninae ou des Noctuinae selon les classifications, et du genre Mormo.

## Dénomination
L'espèce a été décrite par le naturaliste suédois Carl von Linné en 1758 sous le nom de Phalaena maura.

### Synonymes
- Phalaena maura Linnaeus, 1758 – protonyme
- Phalaena lemur Meinecke, 1775 [1]
- Mormo cypriaca Hacker, 1996[2]

### Noms vernaculaires

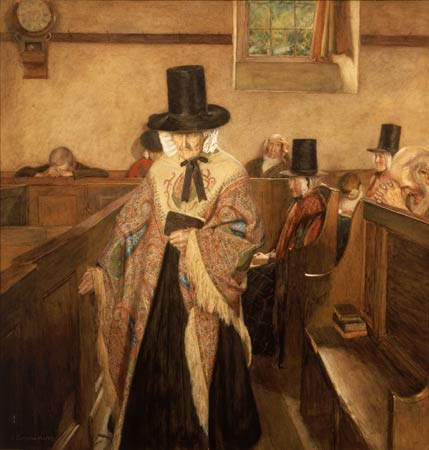
Les coloris et motifs du Maure évoquent un châle de dame âgée, et explique son nom vernaculaire anglais : anglais.

La Maure se nomme Old Lady Moth en anglais et Schwarzes Ordensband en allemand. Son nom anglais vient du fait qu'elle ressemble aux châles portés par les vieilles dames (old ladies) de l'ère victorienne.

## Description

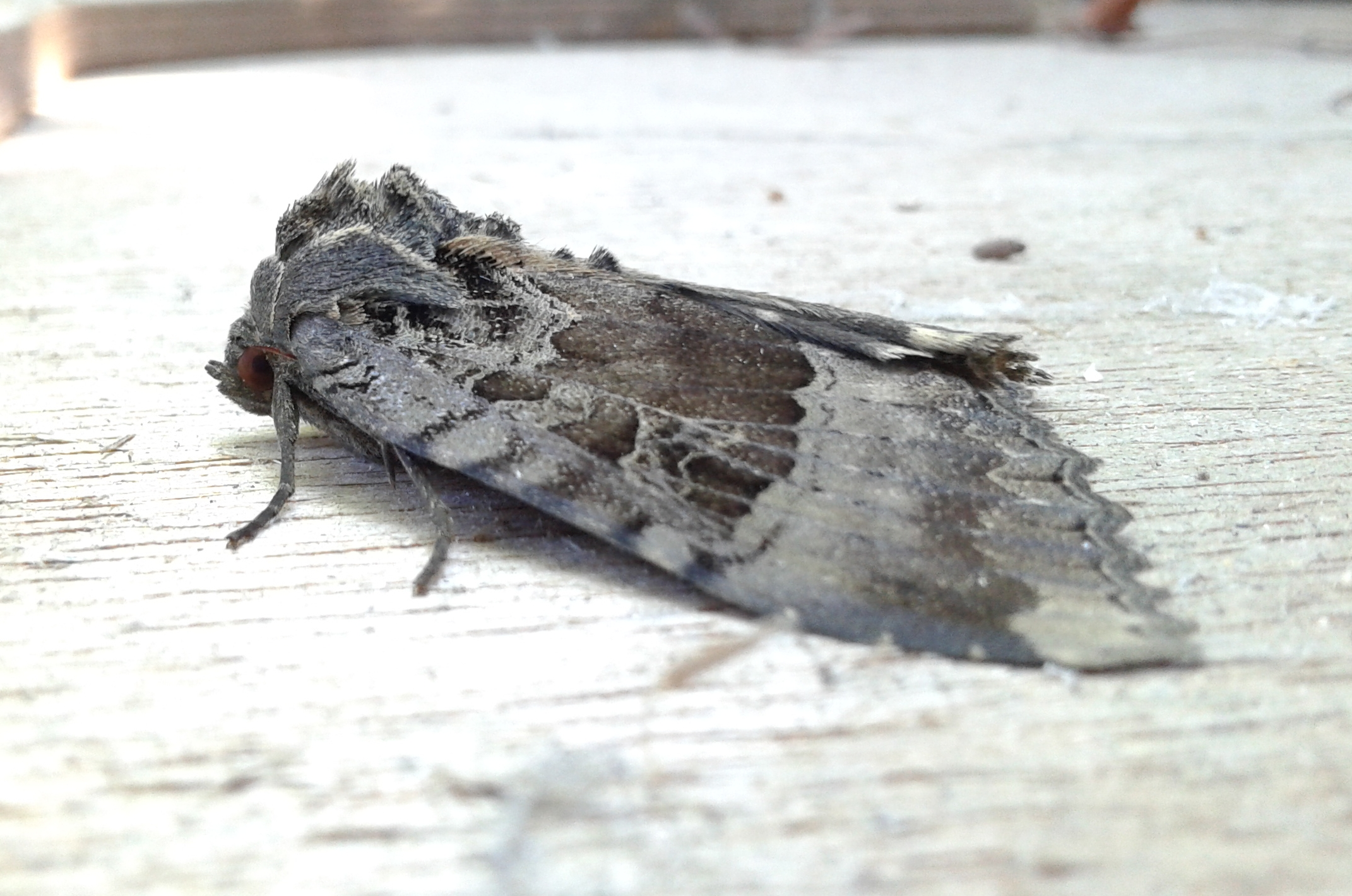
Imago vu de côté.

### Imago
C'est un assez grand papillon de 50 à 65 mm d'envergure, aux ailes antérieures marbrées, de couleur variant du gris-brun au noir.

### Chenille
La chenille peut atteindre 70 mm de long ; elle est de couleur ocre ou d'un gris-brunâtre clair.

## Biologie

### Période de vol et hivernation
Il vole en une génération entre juin et septembre selon la localisation.
C'est la chenille qui hiverne ; nocturne, elle se cache dans la terre durant la journée et c'est aussi dans la terre qu'elle se nymphose fin juin pour émerger en juillet-août.

### Plantes hôtes
La chenille est très polyphage. Eclose en septembre, elle se nourrit d'abord aux dépens de plantes basses (Rumex, Senecio, Taraxacum); après hibernation, elle consomme les feuilles d'arbres et arbustes (Salix, Alnus, Crataegus, Prunus spinosa...).

## Écologie et distribution
Ce papillon est présent dans la majeure partie de l'Europe, (sauf les régions les plus nordiques), en Afrique du Nord (Maroc, Tunisie), en Turquie et au Moyen-Orient en Israël, Jordanie, Liban, Syrie, Arménie, Irak, Iran, Turkestan.
Il est présent dans la majorité des départements de France métropolitaine,.

### Biotope
Il réside dans les haies, les jardins et les forêts claires. Lucifuge, ce papillon apprécie les lieux sombres et humides : dessous des ponts, caves, etc.

### Protection
Pas de statut de protection.